# 彼得·安诺生
彼得·维利莫斯·安诺生（丹麥語：Peter Villemoes Andersen，1884年4月9日—1956年9月25日），生于霍伊比，丹麦男子竞技体操运动员。他曾代表丹麦获得1912年夏季奥运会体操比赛男子团体瑞典式银牌。